# Sotyjskie Siły Powietrzne
Armia powietrzna Lesotho – jednostki transportowe oraz policyjne, które stacjonują w Maseru.
Królewskie Siły Obrony Lesotho od 1979 roku posiadają własny dywizjon lotniczy, początkowo była to jednostka o charakterze policyjnym na potrzeby której w 1979 roku zakupiono dwa samoloty wielozadaniowe Short SC.7 Skyvan i śmigłowiec Bölkow Bo 105. We wrześniu 1989 roku Skyvany zastąpiono dwoma samolotami CASA C-212, ale już w listopadzie tego roku jeden z nich rozbił się. Eskadra lotnictwa Lesotho składa się z 10 samolotów i śmigłowców. Na wyposażeniu znajdują się CASA C-212 Aviator i Bell412/412 SP, które spełniają zadania transportowe oraz dyspozycyjno-ratownicze Cessna 182Q, Bölkow Bo 105 i Soloy-Westland-Bell 47G.